# Georg Richter (Politiker, 1891)
Georg Richter (* 13. Oktober 1891 in Leipzig; † 13. April 1967, vermutlich in Düsseldorf) war ein deutscher Gewerkschafter und sozialdemokratischer Politiker.
Richter besuchte nach der Volksschule eine berufliche Fachschule. Im Ersten Weltkrieg leistete er Kriegsdienst und war bis 1920 in Gefangenschaft. Zwischen 1922 und 1923 besuchte er die Schule für Wirtschaft und Verwaltung in Düsseldorf.
Seit 1907 war Richter Mitglied der SPD und seit 1908 einer freien Gewerkschaft. Von 1920 bis 1922 war er Betriebsobmann. Zwischen 1923 und 1926 war er Geschäftsführer des Verbandes der Gemeinde- und Staatsarbeiter. Danach amtierte Richter von 1926 bis 1933 für die SPD als Parteisekretär im Unterbezirk Düsseldorf. Gleichzeitig war er in Düsseldorf auch Stadtverordneter.
Die Zeit des Nationalsozialismus verbrachte Richter seit Mai 1933 im Schweizer Exil.
Im Oktober 1945 kehrte Richter nach Deutschland zurück. Seit 1946 war er erneut Stadtverordneter sowie Vorsitzender der SPD in Düsseldorf und im Unterbezirk Düsseldorf-Mettmann. In den Jahren 1946 und 1947 gehörte er dem ernannten Landtag von Nordrhein-Westfalen an. Danach war er in der ersten und zweiten Legislaturperiode direkt gewählter Landtagsabgeordneter für den Wahlbezirk Düsseldorf-Ost.